# Pseudostegana malayana
Pseudostegana malayana är en tvåvingeart som först beskrevs av Toyohi Okada 1978.  Pseudostegana malayana ingår i släktet Pseudostegana och familjen daggflugor. Inga underarter finns listade i Catalogue of Life.